# Авняш
Авняш (баш. Әүнәш) — деревня в Абзелиловском районе Республики Башкортостан Российской Федерации. Входит в состав Янгильского сельсовета.
С 2005 года имеет современный статус, с 2007 года носит современное название.

## Топоним
С момента основания в 1934 году посёлок Авняшского отделения совхоза, с 1940‑х по 2005 год фиксировалась как посёлок 2-го отделения Янгельского совхоза, в 2005-2007 годы деревня 2-го отделения Янгельского совхоза, с 2007 года современное название.
Оно происходит от оронима (названия горы) баш. Әүнәш

## География
Расположена на левом берегу реки Янгельки, напротив села Гусева, в 23 км к юго-востоку от районного центра села Аскарова, в 245 км от столицы республики города Уфы и в 18 км к юго-западу от города Магнитогорска.

### Географическое положение
Расстояние до:30:
- районного центра (Аскарово): 35 км,
- центра сельсовета (Янгельское): 2 км,
- ближайшей железнодорожной станции (Магнитогорск-Пассажирский): 45 км.

### Уличная сеть
Шесть улиц: ул. 70 лет Октября, ул. Гагарина, ул. Молодёжная, ул. Речная, ул. Степная, ул. Центральная. Они отражают реалии советского времени, географическое положение.

## История
Основана в 1934 году в связи с организацией совхоза «Янгельский».
В 1965 году образована начальная школа (ныне филиал средней школы с. Янгильское).
Статус деревня, сельского населённого пункта, посёлок 2-го отделения Янгильского совхоза получил согласно Закону Республики Башкортостан от 20 июля 2005 года № 211-з «О внесении изменений в административно-территориальное устройство Республики Башкортостан в связи с образованием, объединением, упразднением и изменением статуса населенных пунктов, переносом административных центров», ст.1:

6. Изменить статус следующих населенных пунктов, установив тип поселения — деревня:
1) в Абзелиловском районе:…

ф) поселка 2-го отделения Янгильского совхоза Янгильского сельсовета
До 10 сентября 2007 года называлась деревней 2-го отделения Янгильского совхоза.

## Население
| 1968 | 2002 | 2009 | 2010 |
| ---- | ---- | ---- | ---- |
| 463  | ↘378 | ↘354 | ↗399 |

### Историческая численность населения
В 1939 насчитывалось 149 человек, в 1959—332, в 1969—494, в 1979—406, в 1989—390, в 2002—378, в 2010—399.

### Национальный состав
Согласно переписи 2002 года, в посёлке 2-го отделения совхоза «Янгильский» преобладающая национальность — башкиры (81 %)

## Инфраструктура
Личное подсобное хозяйство с зоной сельскохозяйственного использования, индивидуальная застройка усадебного типа.
Основа экономики — сельское хозяйство (ООО «Агро», (создано в 2002 г.), КФХ). В селении располагалось 2-е отделение совхоза «Янгельский» (в 1934—2010 гг).
В начале XXI века действовали: начальная общеобразовательная школа, детский сад, фельдшерско-акушерский пункт, Авняшский сельский клуб.

## Транспорт
Имеется грунтовая подъездная дорога от проходящей региональной автодороги 80Н-071 Давлетово — Альмухаметово.